# کیرونا استامل
کیرونا استامل (انگلیسی: Kiruna Stamell؛ زادهٔ ۱۳ مارس ۱۹۸۱) بازیگر اهل استرالیا است. وی مبتلا به کوتولگی است.
از فیلم‌ها یا برنامه‌های تلویزیونی که وی در آن نقش داشته است، می‌توان به بهترین پیشنهاد، مولن روژ! و پدر براون اشاره کرد.